# Eerste Helmersstraat 21
Eerste Helmersstraat 21 is een gebouw aan de Eerste Helmersstraat te Amsterdam Oud-West. Het gebouw werd op 14 april 2009 tot gemeentelijk monument verklaard.
Het gebouw werd in 1924 gebouwd als onderstation voor het Gemeente-Energiebedrijf Amsterdam, dan nog afgekort tot GE. De gemeentelijke gebouwen werden destijds ontworpen door de Dienst der Publieke Werken, dat als collectief werkte, specifieke namen van architecten werden niet vermeld. De architect van dienst kwam met een gebouw in een combinatie van de stijlen expressionisme en nieuwe zakelijkheid. Het gebouw heeft aan de voorzijde een uitermate hoekig uiterlijk dat nog wordt geaccentueerd door de stenen die de gebruiker aangeven (GE). Een toren rijst in het midden naar boven. Achter het front staat een gebouw uit één bouwlaag met daarop een puntdak, dat aan beide zijden een overstek heeft in zowel dak als hemelwaterafvoeren.
De hoekige letters GE zijn ook terug te vinden in de hekwerken aan beide zijden van het gebouw.
Opvallend is dat het gebouw erop de bestektekening anders uitziet (dwarse gebouw staat in het verlengde van de toren). 
Het gebouw werd onder druk gebouwd, de stad groeide qua gebruik elektriciteitsnet sneller dan de voorafgaande jaren was voorzien. Aan de andere kant van de stad werd ongeveer gelijktijdig een onderstation gebouwd aan de Amstelkade 13 (in 2002 tot rijksmonument verklaard); in het centrum werd gewerkt aan de Bloedstraat en de capaciteit van een station aan de Jacob Obrechtstraat moest vergroot worden. Er werd totaal 1.131.000 gulden voor vrijgemaakt. 

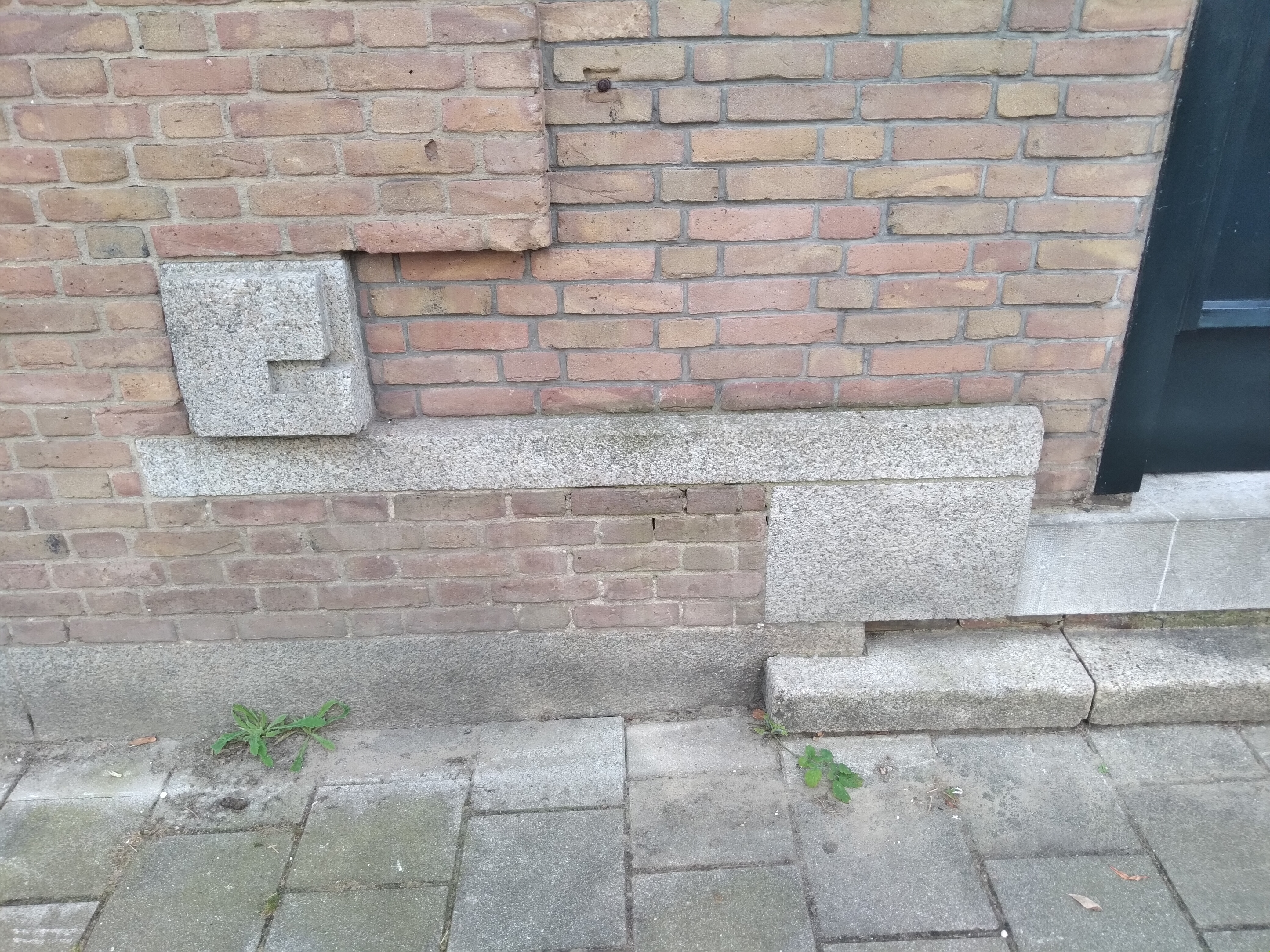
G in de gevel (september 2021)

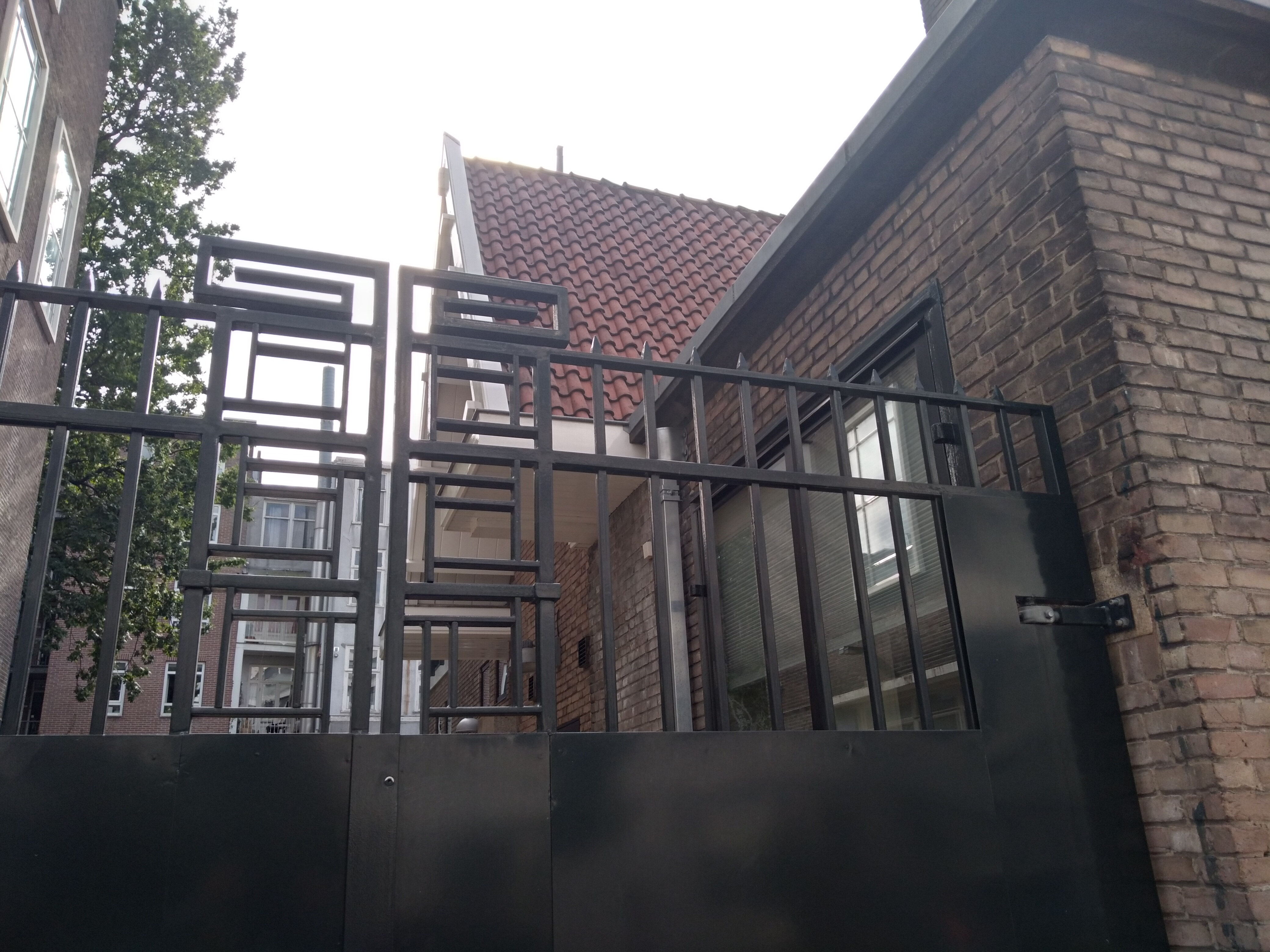
GE op hekwerk (september 2021)